# Lừa vằn
Lừa vằn (Zebroid) là một loài động vật hình thành do sự lai tạo giữa hai loại ngựa vằn và lừa, đây là một trong số những loài thú lai giữa lừa và ngựa, chứ không phải là giống lai duy nhất. Lừa vằn Zebroids đã được ghi nhận vào thế kỷ thứ XIX khi nhà bác học Charles Darwin ghi chú những ghi chép của mình về sự đa dạng của các giống ngựa vằn lai khi ông ấy nghiên cứu. Nhìn chung, giống ngựa này được lai tạo ra để sử dụng cho các mục đích khác nhau khi chúng kết hợp được các tính trạng quý của ngựa vằn là lừa. Chúng không sinh sản được.
Đây là một trong những loài thú lai tạp hiếm có trên thế giới. Nó được xác định không có khả năng tự sinh sản như những loài khác, mà cần tới sự trợ giúp từ nhiều yếu tố khác. Lừa vằn có lịch sử lai tạo từ lâu và được nhà bác học Charles Darwin ghi chú trong các tác phẩm của mình. Một chú Zebroid đầu tiên chào đời vào thế kỷ 19, chúng rất khác lạ vì màu lông của nó, xen lẫn những vùng vằn đen của ngựa vằn là mảng da trắng muốt.

## Lịch sử
Năm 1815, Lãnh chúa Morton đã phối một con ngựa giống Quagga với một con ngựa màu hạt dẻ thuộc giống ngựa Ả Rập. Kết quả là một con lai giống mà giống cả cha lẫn mẹ. Điều này gây nên sự quan tâm của Cossar Ewart, Giáo sư Lịch sử Tự nhiên tại Edinburgh (1882-1927) và một nhà di truyền học có quan tâm. Ewart đã lai một con ngựa vằn với ngựa để điều tra lý thuyết của telegony. Trong tác phẩm Nguồn gốc các loài-Origin of Species (1859), Charles Darwin nhắc đến bốn bản vẽ màu của giống lai giữa lừa và ngựa vằn. Trong cuốn sách của ông Các Biến thể của động vật và thực vật dưới Thuần, Darwin đã mô tả một mẫu lai lừa và ngựa vằn ở Bảo tàng Anh như bị lốm đốm trên hai chân của nó.
Trong cuộc chiến tranh Nam Phi, các con lừa thổ vô tình đã lai chéo với ngựa vằn Chapman để tạo ra một con vật phục vụ cho các cho công trình giao thông, chủ yếu để kéo súng. Một mẫu vật đã bị bắt bởi quân đội Anh và trình lên cho vua Edward VII của Lord Kitchener, và được chụp bởi WS Berridge. Những con Zebras đề kháng với bệnh ngủ, trong khi con ngựa thuần chủng và ngựa thì không làm được việc này, và người ta hy vọng rằng con lai ngựa vằn sẽ kế thừa kháng thể này.
Ngựa vằn Grevy đã được lai với lừa hoang Somali vào đầu thế kỷ 20. Zorses được lai tạo bởi Chính phủ Hoa Kỳ và báo cáo trong Di truyền Nông nghiệp Quan hệ với E. B. Babcock và R. E. Clausen (đầu thế kỷ 20), trong một nỗ lực để điều tra thừa kế và telegony. Các thí nghiệm cũng đã được báo cáo trong The Science of Life của H G Wells, J Huxley và G P Wells (c. 1929). Việc lai lừa và ngựa vằn tiếp tục trong năm 1970. Năm 1973, một phép lai chéo giữa một con ngựa vằn và một con lừa đã sinh ra một con non tại vườn thú Jerusalem. Họ gọi nó là một "hamzab." Trong những năm 1970, vườn thú Colchester ở Anh nuôi một con zedonk, lúc đầu do tai nạn và sau đó tạo ra một cưỡi và dự thảo vật kháng bệnh. Thí nghiệm được chấm dứt khi các vườn thú ngày càng trở nên bảo tồn trung lập. Một số giống lai đã được lưu giữ tại sở thú sau này; cuối cùng qua đời vào năm 2009.
Hôm nay, lừa vằn zebroids khác nhau được phối giống như giống ngựa để cưỡi và thí nghiệm, và là sự tò mò trong rạp xiếc và vườn thú nhỏ. Zorses được nuôi ở châu Phi và được sử dụng để đi bộ trên núi Kenya; các con mẹ ngựa vằn cho sức đề kháng với bệnh dịch hại nagana. Một zorse (chính xác hơn một zony) được sinh ra tại Eden, Cumbria, Anh, vào năm 2001 sau khi một con ngựa vằn bị bỏ lại với một con ngựa Shetland. Nó được gọi là một Zetland. Thông thường, một con ngựa vằn được ghép nối với một con ngựa ngựa, lừa ngựa, nhưng vào năm 2005, ngựa vằn Burchell tên Allison sản xuất một zonkey gọi là Alex SIRED bởi một con lừa ở trong giáo xứ Saint Thomas, Barbados. Alex, sinh ngày 21 tháng 4 năm 2005, rõ ràng là zonkey đầu tiên ở Barbados. Năm 2007, một con ngựa đực, Ulysses, và một con ngựa vằn, Eclipse, đã đẻ ra con lừa vằn tên Eclyse, hiển thị một lớp phủ màu loang lổ một cách bất thường.
Các động vật hoang dã Safari ở Springfield, Missouri, và chị em của nó ở Pine Mountain, Georgia, có một vài zedonks như của 31 tháng 3 năm 2010. Vào tháng 7 năm 2010, một zedonk được sinh ra tại Chestatee Wildlife Preserve trong Dahlonega, Georgia. Một con lai ngựa vằn con lừa, giống như zonkey Barbados SIRED bởi một con lừa, sinh 03 tháng 7 năm 2011 trong Haicang Safari Park, Haicang, Hạ Môn, Trung Quốc. Một zonkey, Ippo, sinh ngày 21 tháng 7 năm 2013 trong dự trữ động vật, ở Florence, Ý. Chú ngựa Khumba, con đẻ của một con ngựa vằn và một con lừa lùn bạch tạng con lừa đực, sinh ngày 21 Tháng Tư 2014 trong sở thú của Reynosa thuộc bang Tamaulipas, Mexico. 

## Đặc điểm

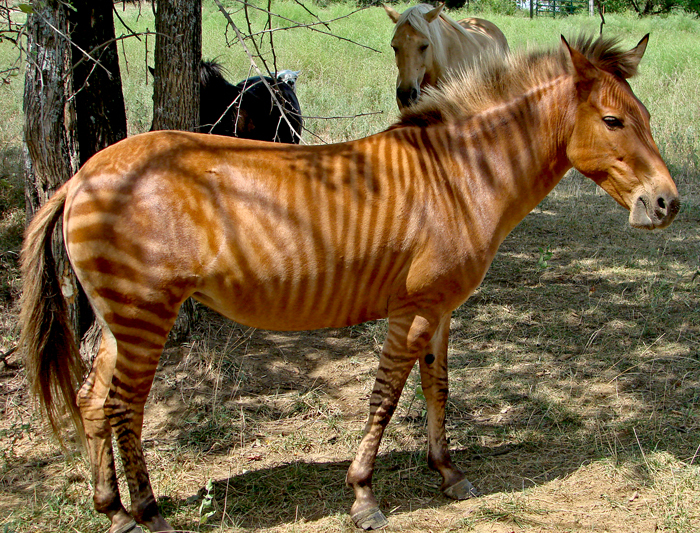
Một con lừa vằn

Lừa vằn là tên gọi chung cho tất cả các giống lai ngựa vằn. Các giống lai khác nhau thường được đặt tên theo một từ ghép giữa tên của đực giống và tên của con nái, nhìn chung không có sự phân biệt như mà loài ngựa vằn được sử dụng. Nhiều lần khi ngựa vằn đang lai, họ phát triển một số hình thức của bệnh còi cọc. Sự kết hợp giữa con đực và con nái cũng ảnh hưởng đến kiểu hình con. Một con zorse là con đẻ của một con ngựa vằn và một con ngựa. Phép lai chéo này cũng được gọi là một zebrula, zebrule, hoặc ngựa vằn la. Các kết nối ngược lại hiếm hơn đôi khi được gọi là một horbra, hebra, zebrinny hoặc zebret.
Giống như hầu hết các giống lai động vật khác, zorse là vô sinh. Một zony là con đẻ của một con ngựa vằn và một con ngựa pony. Ngựa cỡ vừa được ưa thích để sản xuất cưỡi zonies, nhưng con ngựa vằn đã được lai tạo với các giống ngựa nhỏ như Shetland, dẫn đến cái gọi là "Zetlands". Lừa và equids hoang dã có số lượng khác nhau của nhiễm sắc thể. Một con lừa có 62 nhiễm sắc thể; ngựa vằn có khoảng 32 đến 46 (tùy theo loài). Ngựa có 64 nhiễm sắc thể, trong khi hầu hết zebroids kết thúc với 54 nhiễm sắc thể.
Lừa vằn có màu lông của loài lừa, nhưng lại mang những vằn màu đen đặc trưng của ngựa vằn. Quá trình lai tạo giữa một con ngựa vằn đực với một con lừa cái tạo ra một loài thú lai sẽ có tên gọi là Zonkey (lừa vằn), nếu lai tạo giữa một con lừa đực và một con ngựa vằn cái thì con cái của chúng sẽ được gọi là Zedonk. Một chú ngựa Zebroid chính là thành quả của việc lai tạo ngựa vằn với bất kỳ giống ngựa bình thường nào khác. Hầu như mọi trường hợp lai đều cho ra ngựa con có đốm vằn chiếm phần lớn. Thậm chí, con lai chỉ có kích thước chỉ bằng một con khỉ mà thôi, tuy nhiên trường hợp này hiếm xảy ra hơn.

## Zedon
Zedon là một động vật lai tạo cực hiếm, nó thu hút sự chú ý rất lớn của những nhà động vật học vì trong thiên nhiên, tuy sống chung nhưng người ta chưa bao giờ thấy ngựa vằn và lừa lại có quan hệ sinh học để tạo ra một hậu duệ. Đây là chuyện cực kỳ hi hữu. Con zedon được người chủ đặt tên là Pippi Longstocking có bố là ngựa vằn và mẹ là lừa. Zedon là tên ghép 2 vần đầu trong tiếng Anh của con vật có bố là ngựa vằn (zebra) và mẹ là lừa (donkey). Cái tên Longstocking (Đi tất dài) cũng từ đây mà ra bởi cả bốn chân trông như mang 2 đôi tất chân từ gót đến đùi. Con zedon này thuộc giống cái, có dáng dấp của mẹ lừa, chỉ trên 4 chân và đầu là có những vạch đen, dấu vết thừa hưởng của bố ngựa vằn. Hiện nay, zedon đang sống cùng đàn của mình tại nơi ra đời, gồm một con lạc đà, hai anh em nhà lừa (vốn cũng là anh em cùng mẹ khác bố với zedon), con bố ngựa vằn và bà mẹ là một con lừa đã già, nhỏ bé hiện đã 40 tuổi. Người ta đã từng ghi nhận một trường hợp tương tự xảy ra vào năm 2005 tại Barbados nhưng lần đó, con vật lai có bố lừa và mẹ ngựa vằn.